# IMV - Industrija Motornih Vozil
Pour les articles homonymes, voir IMV.
IMV - Industrija Motornih Vozil était un constructeur automobile slovène, ex-yougoslave. La société, créée en 1954, avait établi son siège social et implanté son usine à Novo Mesto. La société a été dissoute en 1991.

## Histoire
En 1953, le gouvernement yougoslave du maréchal Tito a conclu un large accord de coopération avec le géant Italien Fiat pour motoriser le pays et créer le constructeur Zastava qui fabriquera pour le marché local sous licence Fiat des automobiles, des camionnettes et des camions. L'implantation des usines est à Kragujevac, en Serbie.
Le 28 avril 1954, le comité de direction de la coopérative du district de Novo mesto, sous la direction de Tone Pirc, prend la décision de créer la société Agroservis et Motomontaža avec le président de l'Union coopérative de Slovénie, Viktor Avllj. La société Agroservis assurait l'entretien des machines agricoles et fabriquait de petites séries de tracteurs agricoles. En 1958, sous l'impulsion du gouvernement yougoslave qui voulait équilibrer le développement industriel sur son territoire, l'entreprise Moto montaža débute l'assemblage de véhicules utilitaires légers du constructeur allemand Auto Union, le DKW Schnellaster.
En 1959, l'entreprise est renommée IMV - Industrija Motornih Vozil, (littéralement usine de production de véhicules à moteur) et lance sa propre étude d'un nouveau petit utilitaire léger devant remplacer le modèle DKW, modèle ancien et obsolète. Mais les investissements nécessaires sont trop importants pour créer un nouveau véhicule. En 1961, IMV signe un second accord de coopération avec Auto Union pour produire localement un utilitaire léger dérivé du DKW Schnellaster 3=6.
En 1965, pour accroître ses entrées de devises étrangères, le gouvernement yougoslave incite l'entreprise à créer une branche spécialisée dans la fabrication de caravanes et camping-cars qui seront commercialisés sous la marque Adria qui a rapidement connu un essor très important.

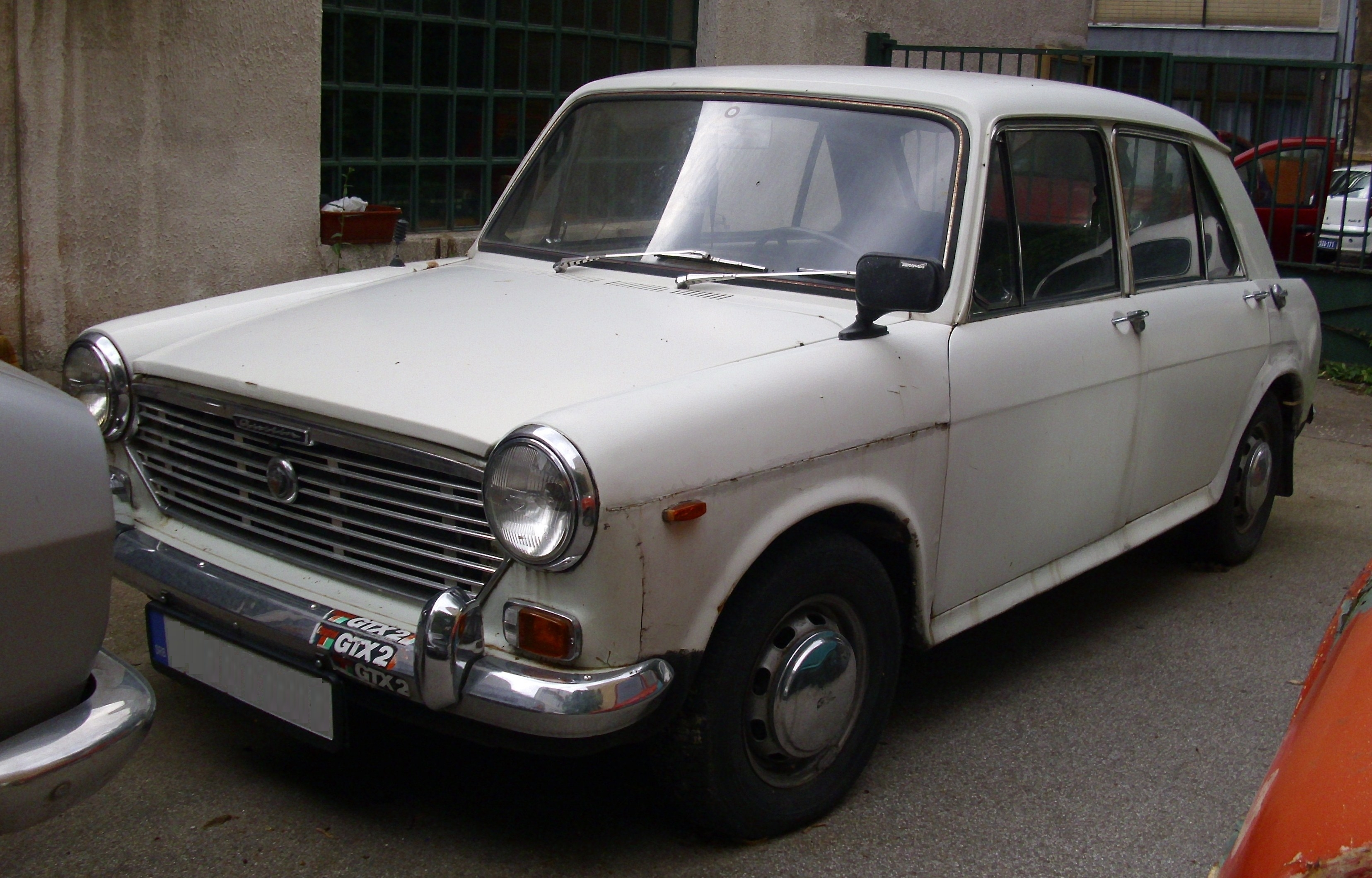
IMV Austin 1300 (ADO 16)

En 1967, IMV signe un accord de coopération avec le groupe automobile britannique British Leyland. Après les travaux d'extension des ateliers et leur équipement, dès octobre 1969, en plus de la fourgonnette Danau, IMV débute l'assemblage local en CKD de l'IMV Austin 1300 Super Deluxe. L'année suivante, IMV assemblera également l'IMV Mini 1000, puis les IMV Austin 1500 et 1750. La coopération avec le groupe britannique prend fin en 1972 à la suite des accords de licence conclus avec le groupe français Renault qui exigera l'exclusivité des modèles automobiles.
Depuis janvier 1973, IMV assemble des modèles Renault, d'abord la Renault 4 puis, à partir de 1974 la Renault 12 et un lot symbolique de Renault 16 et la Renault 18.
En 1988, Renault veut se développer à l'international et augmenter la production délocalisée crée avec IMV une coentreprise baptisée REVOZ, contraction de REnault et VOZila qui détiendra l'usine de Novo Mesto. Depuis 1989, la société REVOZ est détenue majoritairement par le groupe français et, depuis 1992, la société IMV a été dissoute.
En 1990, la division Adria qui assurait au sein de la société IMV la production de caravanes et de camping-cars a été transférée à la société nouvellement créée Adria Mobil, rachetée depuis par Trigano.
En 2004, Renault devient l'unique actionnaire de REVOZ et intègre simplement l'usine de Novo Mesto dans le groupe Renault.

## Les accords passés

### DKW

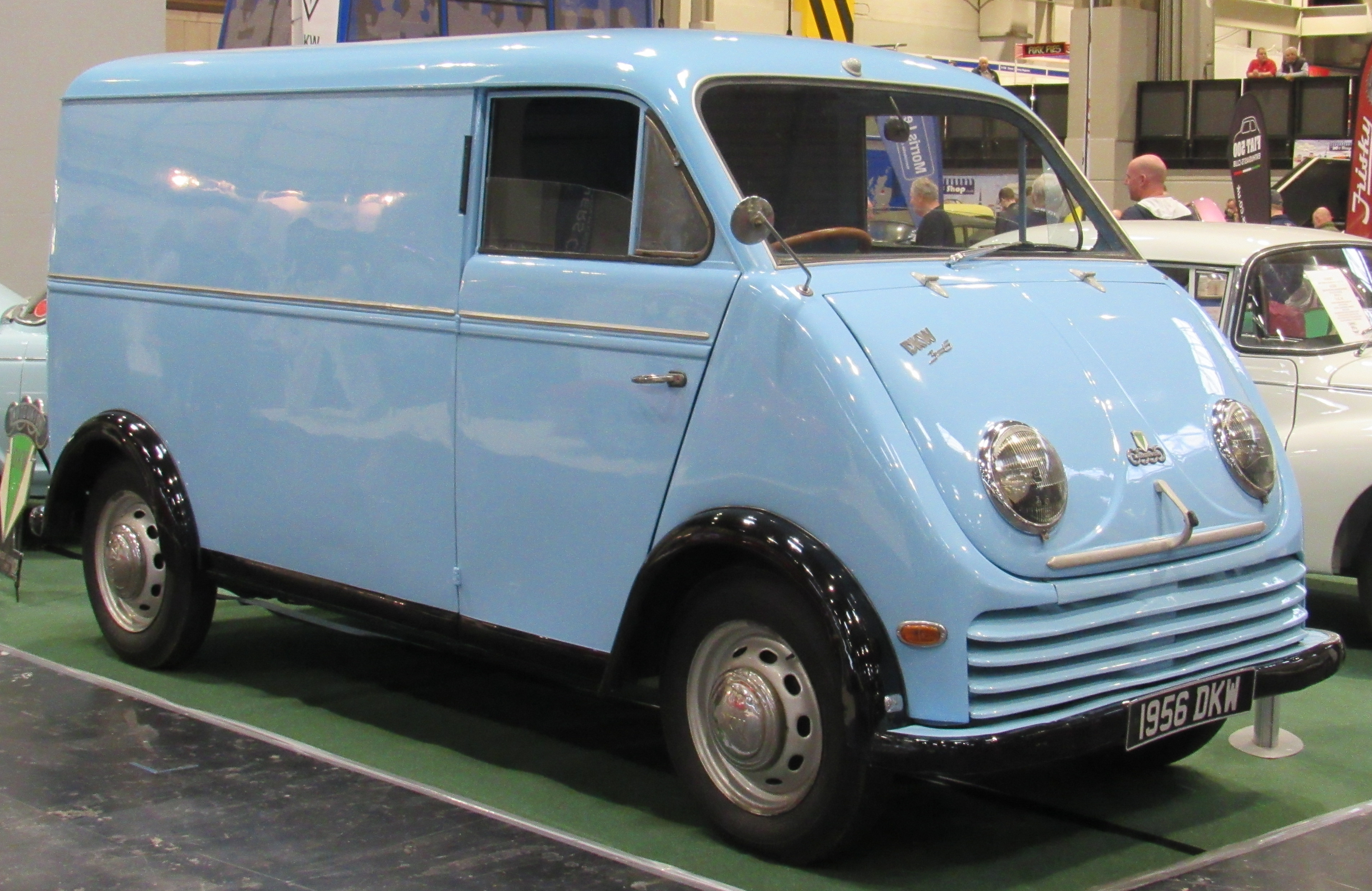
DKW Schnellaster

#### DKW Schnellaster
Le premier accord signé entre l'entreprise Moto montaža et le constructeur allemand Auto Union portait sur l'assemblage local de l'utilitaire léger DKW Schnellaster. L'accord a été mis en œuvre très rapidement et dès 1958 les premiers exemplaires ont été assemblés. Très rapidement, le logo "MM" de l'entreprise Moto montaža a figuré aux côtés du logo DKW.

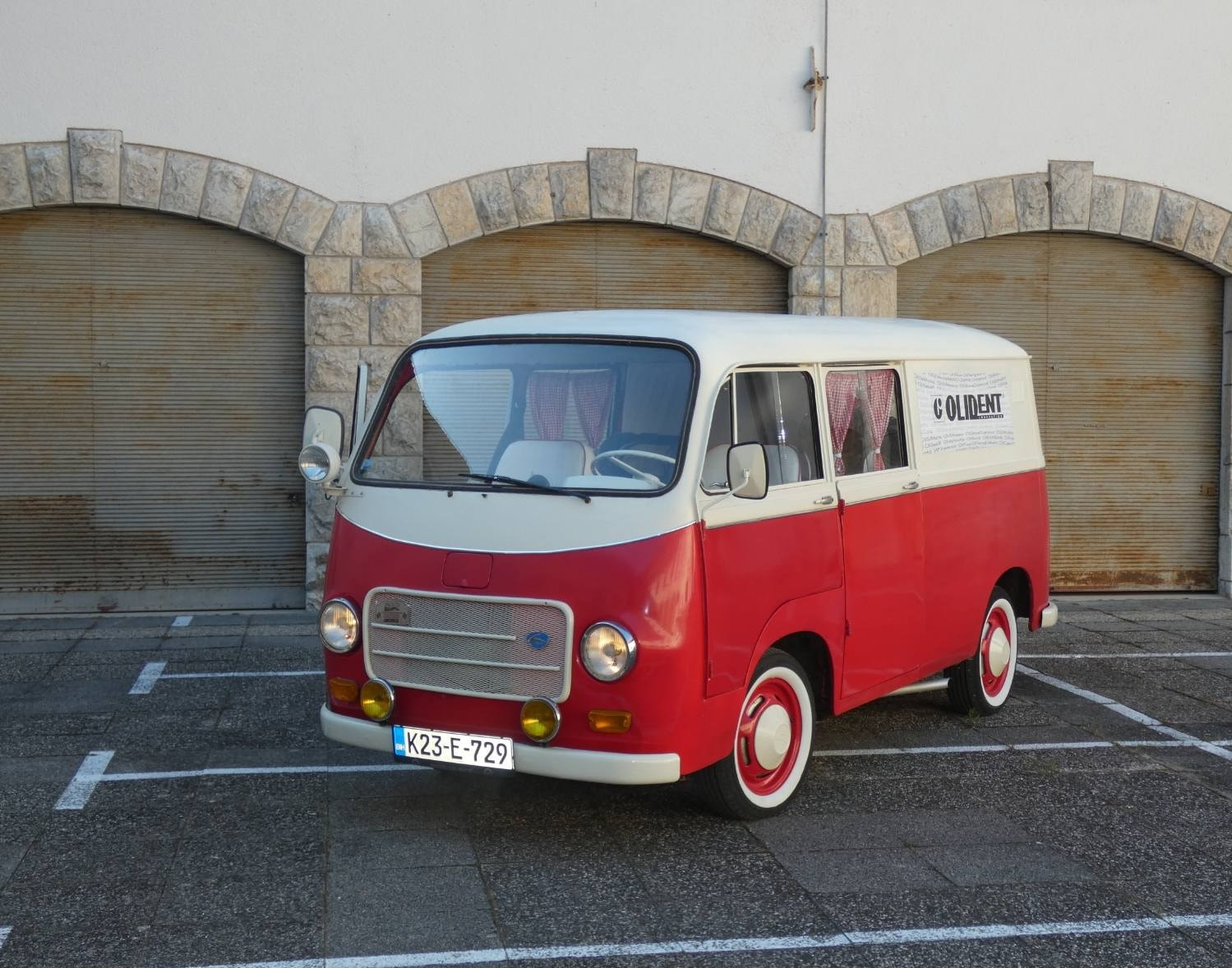
IMV Donau 1600 transformé en camping car

#### DKW - IMV Donau 1000
En 1959, l'entreprise, renommée IMV, lance sa propre étude pour créer un petit utilitaire léger devant remplacer le modèle DKW, modèle très ancien et devenu obsolète. Un second accord de coopération signé avec le constructeur allemand Auto Union porta sur l'assemblage du DKW Schnellaster Type 3/3=6, renommé localement IMV Donau où DKW fournirait la mécanique qui serait montée sur une carrosserie propre à IMV, largement inspirée du Fiat 1100T produit sous licence par Zastava.
Le modèle dont la fabrication a débuté en 1962, a bénéficié de plusieurs évolutions :
- 1962 - IMV Donau 1000 avec un moteur DKW 3 cylindres essence 2 temps de 981 cm3.
- 1968 - IMV Donau 1600R avec un moteur essence Renault de 1 647 cm3.
- 1968 - IMV Donau 2200D avec un moteur diesel Mercedes-Benz de 2 197 cm3.

### AUSTIN
Dans le but de ne pas laisser le seul constructeur Zastava, qui fabriquait des modèles Fiat sous licence, assurer la motorisation du pays à partir de ses usines en Serbie, IMV est « invité » à négocier avec un autre partenaire l'assemblage de voitures particulières. C'est le groupe britannique British Leyland qui sera choisi et un accord est signé en 1967 pour assembler des modèles Austin en CKD de l'IMV Austin 1300 Super Deluxe. L'année suivante, IMV assemblera également l'IMV Mini 1000, puis les IMV Austin 1500 et 1750. La coopération avec le groupe britannique prend fin en 1972 à la suite des accords de licence conclus avec le groupe français Renault qui exigera l'exclusivité des modèles automobiles.
Au total, entre 1969 et 1972, ce sont 21 379 voitures Austin qui ont été assemblées par IMV
| Modèle                        | Cylindrée | Puissance            | Années de production | Quantités produites |
| ----------------------------- | --------- | -------------------- | -------------------- | ------------------- |
| IMV Austin 1300 Super de Luxe | 1 275 cm3 | 53 ch à 5 250 tr/min | 1969–1972            | 14 450              |
| IMV Austin 1300 Special       | 1 275 cm3 | 65 ch à 5 000 tr/min | 1972                 | 485                 |
| IMV Austin Mini 1000          | 998 cm3   | 34 ch à 5 250 tr/min | 1970–1972            | 5 354               |
| IMV Austin 1500               | 1 485 cm3 | 74 ch à 5 500 tr/min | 1970–1971            | 897                 |
| IMV Austin 1750               | 1 748 cm3 | 72 ch à 5 000 tr/min | 1971–1972            | 193                 |

### RENAULT
Après des négociations infructueuses menées avec British Leyland, le gouvernement du maréchal Tito engage des discussions avec la Régie Renault. Un contrat de coopération industrielle est signé en 1972 entre Renault et IMV pour l’assemblage local de la Renault 4. Renault obtient l'exclusivité des modèles automobiles. L'assemblage des derniers modèles Austin prend fin en décembre 1972

#### Histogramme IMV Renault
- 1973 : début de l'assemblage de la Renault 4 en CKD (12 véhicules/jour),
- 1974 : en complément de la R4, l’usine débute l'assemblage de la Renault 12 et même quelques R16 (production maximale : 24 véhicules/jour),
- 1978 : l'usine s'équipe d'une nouvelle ligne d’assemblage,
- 1979 : première Renault 4 slovène exportée (France),
- 1980 : début de l'assemblage de la Renault 18,
- 1987 : IMV devient la 5e entreprise et le 1er exportateur de Yougoslavie,
- 1988 : signature d’un contrat cadre entre IMV et Renault. Création d'une nouvelle société REVOZ, coentreprise entre REnault et IMV VOZila pour l’industrialisation de la nouvelle R5,
- 1989 : début de l’assemblage de la Renault Super 5 aux côtés de la R4,
- 1991 : après la guerre de Yougoslavie, la Slovénie devient un état indépendant. L'économie du pays dépend des investissements étrangers ce qui favorise la signature, le 11 octobre, d’un accord pour la prise de participation majoritaire de Renault dans l’entreprise slovène. La société IMV est dissoute en fin d'année,

À partir de 1992, la société du constructeur slovène IMV - Industrija Motornih Vozil étant dissoute, seul Renault assure la direction des opérations. REVOZ est devenu une filiale de Renault.
- 1992 : Renault prend le contrôle de REVOZ et de l'usine de Novo Mesto, grâce à une participation portée à 54 %. La dernière R4 est assemblée à Novo Mesto,
- 1993 : début de la production de la Clio I et mise en service des premiers robots,
- 1996 : la dernière R5 est assemblée à Novo Mesto après 25 ans de commercialisation,
- 1998 : début simultané à Valladolid (Espagne) et à Flins (France) de la production de la Clio II,
- 2004 : Renault devient l'unique actionnaire de REVOZ,
- 2005 : l'usine de Novo Mesto fête le 2 millionième véhicule produit depuis les débuts,
- 2006 : lancement de la fabrication en exclusivité pour l’Europe de la nouvelle Twingo,
- 2007 : REVOZ franchit le seuil des 200.000 véhicules produits par an,
- 2010 : l'usine fête le 3 millionième véhicule produit et débute la fabrication de la Wind,
- 2011 : arrêt de la production de la Clio II (mais encore fabriquée en 2014 pour l’Afrique du Nord),
- 2013 : arrêt de la fabrication de la Twingo II,
- 2014 : début de la fabrication de la Twingo III (seule usine à la fabriquer), et de la Smart ForFour dans le cadre des accords avec Daimler-Benz.

Production des modèles Renault sous licence par IMV
| Modèle     | Années production | Quantité |
| ---------- | ----------------- | -------- |
| Renault 4  | 1973–1992         | 575 824  |
| Renault 12 | 1974–1977         | 7 278    |
| Renault 16 | 1974–1976         | 342      |
| Renault 18 | 1980–1987         | 18 714   |

À partir de 1988, la production est assurée par la société REVOZ et est intégrée dans les chiffres des voitures Renault produites à l'étranger. En peu de temps, l'usine REVOZ de Novo Mesto est devenue un des centres les plus importants du constructeur français avec une exportation de 98% de sa production. Depuis 2004, Renault est l'unique actionnaire, après le rachat de REVOZ.

## Modèles automobiles
Liste des modèles automobiles produits par IMV assemblés en CKD et produits sous licence :
- DKW Schnellaster : 1958 - 1962
- IMV 1600 : 1962-1989
- IMV Donau : 1962 - 1972
- IMV Austin 1300 Super de Luxe : (1969–1972)
- IMV Austin 1300 Special : (1972)
- IMV Austin Mini 1000 : (1970–1972)
- IMV Austin 1500 : (1970–1971)
- IMV Austin 1750 : (1971–1972)
- Renault 4 (1972 - 1992)
- Renault 12 (1974 - 1977)
- Renault 16 (1974 - 1976)
- Renault 18 (1980 - 1987)

### Les véhicules produits par Renault Revoz à Novo Mesto
- Renault Supercinq (1989 - 1996) – 192 121 véhicules
- Renault Clio I (1993 - 1998) – 299 831 véhicules
- Renault Clio II (1998 – 05-05-2015) – 1 490 607 véhicules. À partir de 2013, la production était réservée aux marchés d'Afrique du Nord)[4]
- Renault Clio III (2005 - fin 2012) - ?
- Renault Twingo II (2007 - 2014) - '690 000 véhicules à fin 2011'
- Renault Wind (2010 - 2013) - 12 000 véhicules à fin 2011
- Renault Twingo III (2014 - >) seule usine de Renault à la fabriquer
- Smart Forfour (2015 - >)
- Renault Clio IV (2017 - >)

En 2018, l'usine de Novo Mesto est dimensionnée pour produire 200 000 véhicules chaque année, (133 600 véhicules en 2017). Elle a fêté son 4 millionième produit le 2 juin 2018

## Liens extérieurs
- REVOZ.si.en Lien interrompu (englisch, 12. Februar 2013)
- Around the World : Yugoslavia - AROnline (englisch, 12. Februar 2013)